# Zacharnie
Zacharnie (biał. Захарні; ros. Захарни) – wieś na Białorusi, w obwodzie witebskim, w rejonie miorskim, w sielsowiecie Miory.

## Historia
W czasach zaborów wieś w gminie Czeress, w powiecie dzisieńskim, w guberni wileńskiej Imperium Rosyjskiego. Wieś należała do dóbr Czeress ks. Radziwiłłów.
W latach 1921–1945 wieś leżała w Polsce, w województwie wileńskim, w powiecie dziśnieńskim, od 1926 w powiecie brasławskim, w gminie Czeress a od 1927 w gminie Miory.
Według Powszechnego Spisu Ludności z 1921 roku zamieszkiwało tu 120 osób, 3 było wyznania rzymskokatolickiego a 117 prawosławnego. Jednocześnie 2 mieszkańców  zadeklarowało polską przynależność narodową, 117 białoruską a 1 rosyjską. Były tu 23 budynki mieszkalne. W 1931 w 24 domach zamieszkiwało 113 osób.
Wierni należeli do parafii rzymskokatolickiej w Miorach i prawosławnej w m. Czeress. Miejscowość podlegała pod Sąd Grodzki w Druji i Okręgowy w Wilnie; właściwy urząd pocztowy mieścił się w Miorach.
W wyniku napaści ZSRR na Polskę we wrześniu 1939 miejscowość znalazła się pod okupacją sowiecką. 2 listopada została włączona do Białoruskiej SRR. Od czerwca 1941 roku pod okupacją niemiecką. W 1944 miejscowość została ponownie zajęta przez wojska sowieckie i włączona do obwodu mińskiego Białoruskiej SRR.
Od 1991 w składzie niepodległej Białorusi. Do 2004 wieś w składzie sielsowietu Czeres.